# Esther Tusquets i Guillén
Esther Tusquets i Guillén   (Barcelona, 30 d'agost de 1936 - Barcelona, 23 de juliol de 2012) fou una escriptora i editora catalana en castellà.

## Família
Esther Tusquets és mare de la també escriptora Milena Busquets i del músic Néstor Busquets, germana de l'arquitecte Òscar Tusquets i neboda de Joan Tusquets. Va ser cunyada de Beatriz de Moura.
Alhora, és neboda valenciana de Carles Tusquets i de Francesc Tusquets.

## Biografia
Va estudiar a l'IES alemany de Barcelona. Es llicencià en Filosofia i Lletres a la Universitat de Barcelona i Madrid. Va donar classes de literatura i història a l'Academia Carrillo fins que, a principis dels anys seixanta, s'endinsà en el món editorial. Dirigí durant quaranta anys (entre 1960 i 2000) l'Editorial Lumen, un dels segells de prestigi del món del llibre a Catalunya, actualment enquadrat dins el grup Random House Mondadori. En fer-se càrrec de l'empresa, Esther Tusquets reorientà completament el pla editorial i convertí l'editorial, creada el 1936 a Burgos per un oncle seu, Joan Tusquets Terrats, en un referent de la literatura editada a Barcelona. Als primers temps, Lumen va endegar una col·lecció adreçada als infants (iniciada amb El saltamontes verde i El aprendiz, d'Ana María Matute), la col·lecció Palabra e imagen, que combinava textos d'autors de primera línia amb fotografies d'artistes destacats, i la col·lecció Palabra en el tiempo, que acabaria essent la més representativa de l'editorial amb 150 títols. Per les traduccions que va publicar, va iniciar el món hispànic a l'obra de grans autors internacionals com, entre molts d'altres, Virginia Woolf, James Joyce, Louis Ferdinand Céline i Susan Sontag.
A banda de la seva activitat professional com a editora, Esther Tusquets també va desenvolupar la seva tasca literària a partir del 1975, una trajectòria que abasta diferents gèneres, des de la novel·la, a l'autobiografia, el relat breu o l'assaig.
El 2005 va rebre la Creu de Sant Jordi.
Tusquets va morir el 23 de juliol del 2012 a Barcelona, després d'una malaltia crònica que la va afeblir molt. A un in memoriam, la Neue Zürcher Zeitung escriu: «Ha fet grans coses en dues àrees. L'any 1960, encara no tenia 24 anys, va heretar l'editorial Lumen, una casa tenyida d'un fonamentalisme catòlic. De molt jove i enmig del feixisme clerical ambient en va fer no només una de les millors editorials del món de parla hispana, però sobretot, una editorial al seu gust: cosmopolita, crítica i liberal; no orientat cap al benefici, sinó a la qualitat literària.»

## Fons Tusquets
El 10 de desembre de 2013 els seus hereus van signar un contracte amb la Generalitat de Catalunya, que va adquirir el fons Tusquets. El fons inclou més d'un miler de documents, fonamentalment correspondència entre l'editora i un amplíssim nombre d'escriptors espanyols i llatinoamericans, rebuts per l'editora al llarg de 40 anys. El gruix del fons està constituït per cartes escrites o mecanografiades, però també inclou altres peces com manuscrits, proves compaginades o galerades, algunes corregides a mà pels seus autors. El fons està valorat en 366.065 euros i va quedar dipositat a la Biblioteca de Catalunya.

## Obres[1]

### Novel·la
- La trilogia del Mar
  - El mismo mar de todos los veranos (1978)
  - El amor es un juego solitario (1979)
  - Varada tras el último naufragio (1979)
- Recuerdo de Safo (1982)
- Para no volver (1985)
- Libro de Moisés: Biblia I, Pentateuco (1987)
- Después de Moisés (1989)
- La reina de los gatos (1993)
- Correspondencia privada (2001)
- ¡Bingo! (2007)

### Relats
- Siete miradas en un mismo paisaje (1981)
- Olivia (1986)
- Relatos eróticos (1990)
- La niña lunática y otros cuentos (1996)
- Con la miel en los labios (1997)
- Carta a la madre y cuentos completos (2009)

### Assaig
- Libros “de lujo” para niños (1994)
- Ser madre (2000)
- Prefiero ser mujer (2006)
- Pequeños delitos abominables (2010)

### Memòries, autobiografia
- Confesiones de una editora poco mentirosa (2005)
- Habíamos ganado la guerra (2007)
- Confesiones de una vieja dama indigna (2009)
- Tiempos que fueron (amb Òscar Tusquets) (2012)
  - Temps que van ser (amb Òscar Tusquets) - en traducció de Marc Barrobés. Barcelona: Bruguera, 2012.

### Biografia
- Pasqual Maragall: el hombre y el político (amb Mercedes Vilanova) (2008)

### Infantil, juvenil
- La conejita Marcela, amb il·lustracions de María Hergueta (2011) - conte